# Leonine Distribution
Die Leonine Distribution (ehemals Universum Film) ist ein deutsches Medienunternehmen mit Sitz in München und gehört zur Kapitalbeteiligungsgesellschaft Leonine.
Es erwirbt auf dem nationalen und internationalen Markt Spielfilm- und Serienrechte und wertet diese im Kino und Home Entertainment aus. Leonine Distribution ist führender Independent-Videoanbieter im deutschsprachigen Raum und bietet im DVD/Blu-ray- und Digitalbereich auch die Lizenzauswertung für externe Partner (u. a. Tobis, Wild Bunch, DCM, Weltkino) an.

## Geschichte

Logo der ehemaligen Universum Film GmbH

Die Leonine Distribution wurde 1979 unter dem Namen Universum Film gegründet. Im Gründungsjahr begann die Firma mit der Auswertung der Filmlizenzen auf Videokassetten. 1987 wurde das Unternehmen in die BMG Video/Universum Film GmbH umfirmiert und 1993 an die BMG angegliedert. 1998 wurde BMG Video an die RTL Group verkauft. Während ab 2000 die unternehmerische Verantwortung bei der RTL Group lag, wurde 2001 die unternehmerische Verantwortung an RTL-Television übertragen. Geschäftsführer der Universum Film GmbH ist Bernhard zu Castell. Universum Film stieg 2002 in Vermarktung und 2005 in die Koproduktion von Kinofilmen ein.
Im Februar 2019 wurde Universum Film von Kohlberg Kravis Roberts & Co übernommen. Der US-Investor hatte zuvor bereits die Tele München Gruppe (zu der unter anderem der Concorde Filmverleih gehört) übernommen. Universum Film wurde 2019 der neugegründeten Leonine Holding unterstellt. Im Januar 2020 wurde Universum Film in Leonine Distribution umfirmiert.

## Geschäftsbereiche

### Koproduktion
Seit dem Einstieg in die Produktion von Kinotiteln im Jahr 2005 hat Universum Film eine Vielzahl von Titeln koproduziert. Typisch für Universum ist die Vielfalt der Genres: Neben Family-Entertainment-Titeln wie Kleiner Rabe Socke, Hexe Lilli rettet Weihnachten, Niko – Ein Rentier hebt ab, Sams im Glück und Das kleine Gespenst oder der Dokumentation Serengeti war Universum an der Produktion von Titeln wie Club der roten Bänder – Wie alles begann, Marc Rothemunds Komödie Heute bin ich blond oder Sein letztes Rennen mit Dieter Hallervorden beteiligt. Auch internationale Koproduktionen wie Transsiberian mit Woody Harrelson und Ben Kingsley zählen zum Portfolio.

### Filmverleih
Seit dem Einstieg ins Kinogeschäft brachte Universum neben den Koproduktionen Titel wie Luc Bessons Valerian – Die Stadt der tausend Planeten, Quentin Tarantinos The Hateful Eight, Oliver Stones Snowden, die Actionfilme 96 Hours – Taken 3 und London Has Fallen, The Circle, Lion – Der lange Weg nach Hause, Captain Fantastic – Einmal Wildnis und zurück und Eine ganz heiße Nummer sowie die Naturdokumentation Unsere Erde – Der Film und den Kinderfilm Die Häschenschule – Jagd nach dem Goldenen Ei auf die Leinwand.
Auch führt Universum Film einige Produktionen in seinem Katalog, die ursprünglich nicht unter ihrem Label erschienen. So ist zum Beispiel die Extra Large-Version von Der Schuh des Manitu oder auch Der Wixxer und Neues vom Wixxer im Verleih bei Universum erhältlich. Diese drei Filme waren ursprünglich bei Constantin Film erschienen.
2019 folgte der Oscar-nominierte Vice – Der zweite Mann. Im Filmjahr 2019 veröffentlichte Universum Film Hellboy – Call of Darkness, Der kleine Rabe Socke – Suche nach dem geheimnisvollen Schatz, Asterix und das Geheimnis des Zaubertranks, Angel Has Fallen und Roland Emmerichs Midway – Für die Freiheit.

#### Kinofilme (Auswahl)
- Adèle und das Geheimnis des Pharaos
- Asterix im Land der Götter
- Asterix und die Wikinger
- Crank
- Crank 2: High Voltage
- Colombiana
- Das Ende ist mein Anfang
- Das Leben ist ein Fest
- Der Auftragslover
- Der Mondbär – Das große Kinoabenteuer
- Der Mandant
- Der letzte Tempelritter
- Dragon Hunters – Die Drachenjäger
- Die Fälscher
- Die Häschenschule – Jagd nach dem Goldenen Ei
- Eine ganz heiße Nummer
- Fame
- From Paris with Love
- Gamer
- Hacksaw Ridge – Die Entscheidung
- The Hateful Eight
- Hexe Lilli rettet Weihnachten
- In 80 Tagen um die Welt
- Jane’s Journey – Die Lebensreise der Jane Goodall
- L.A. Crash
- Lion – Der lange Weg nach Hause
- Mütter und Töchter
- Niko – Ein Rentier hebt ab
- Open Water 2
- Party Animals
- Ponyo – Das große Abenteuer am Meer
- Prinzessin Lillifee
- Prinzessin Lillifee und das kleine Einhorn
- Sahara – Abenteuer in der Wüste
- Sams im Glück
- Serengeti
- StreetDance 3D
- The Circle
- The Transporter 1–3
- Unsere Erde – Der Film
- Unsere Ozeane
- Valerian – Die Stadt der tausend Planeten
- Vice – Der zweite Mann

### Home Entertainment
Home Entertainment ist der größte Geschäftsbereich von Leonine Distribution. Jährlich erscheinen ca. 360 Titel auf DVD oder Blu-ray Disc. Im Bereich Blu-ray Disc integriert Universum Film als Vorreiter bereits die neue Technologie BD-Live, mit der sich der Zuschauer zukünftig aktuelle Zusatzinhalte über das Internet herunterladen kann. Zu den Spielfilm-Highlights zählen u. a. Unsere Erde – Der Film, P.S. Ich liebe Dich, die Almodovar-Collection, Burn after Reading, Crank, Neues vom WiXXer, Brokeback Mountain, die Transporter-Reihe, Death Proof – Todsicher sowie Der Schuh des Manitu. Das Label Kids Non Feature steht für die Kinderfilm- und Serienklassiker, wie beispielsweise Pippi Langstrumpf, Nils Holgersson, Wickie, Emil und die Detektive, Caillou und viele weitere Erfolge von Astrid Lindgren und Erich Kästner. In diesem Bereich ist Universum Film seit 2007 mit einem Marktanteil von 16 % Marktführer. Zu den Fernseherfolgen zählen CSI: Las Vegas, CSI: Miami und  CSI: New York ebenso wie die Romantikverfilmungen von Rosamunde Pilcher und Inga Lindström. Beliebt sind zudem deutsche Fernsehserien wie Berlin, Berlin oder Türkisch für Anfänger, sowie deutsche und internationale Kultserien, wie Die Schwarzwaldklinik und Die Bill Cosby Show. Auch Titel der öffentlich-rechtlichen Sender ARD und ZDF wurden oder werden von Universum Film vertrieben, jedoch sind einige Titel mittlerweile bei Eurovideo oder anderen Anbietern (Studio Hamburg Enterprises) erhältlich.

#### DVDs (Auswahl)
- Babel
- Brokeback Mountain
- Brügge sehen… und sterben?
- Burn After Reading
- Chihiros Reise ins Zauberland
- Crank
- Das Imperium der Wölfe
- Death Proof – Todsicher
- Der Doktor und das liebe Vieh
- Der Nebel
- Der Wixxer
- Hannibal Rising – Wie alles begann
- Happy-go-Lucky
- Neues vom Wixxer
- Pans Labyrinth
- P.S. Ich liebe Dich
- The Transporter
- Transporter – The Mission
- (T)Raumschiff Surprise – Periode 1
- Unsere Erde – Der Film
- Valerian – Die Stadt der tausend Planeten

### Anime
Unter dem Label Leonine Anime (ehemals Universum Anime) erwirbt Universum Film Rechte an Anime-Spielfilmen und -serien und wertet diese im Kino und Home Entertainment auf DVD, Blu-ray Disc und als Download aus. Zudem werden auch die Anime von ADV Films vertrieben.

#### Anime-Titel
- 009 Re:Cyborg
- Die Abenteuer des kleinen Panda
- Afro Samurai
- Ancien und das magische Königreich
- Angel Beats!
- Angels of Death
- Appleseed
- Appleseed XIII
- Arrietty – Die wundersame Welt der Borger
- Astra Lost in Space
- Atom the Beginning
- B: The Beginning
- Bayonetta: Bloody Fate
- Berserk – Das Goldene Zeitalter I/II/III
- Blame!
- Ein Brief an Momo
- Canaan
- Captain Future
- Captain Harlock
- Card Captor Sakura
- Chihiros Reise ins Zauberland
- Die Chroniken von Erdsee
- Death Parade
- Devil May Cry
- Devils’ Line
- Dragonball Z: Kampf der Götter[7]
- Eden of the East
- Eden of the East – Der König von Eden
- Eden of the East – Das verlorene Paradies
- Erinnerungen an Marnie
- Evangelion: 1.11 – You Are (Not) Alone.
- Evangelion: 2.22 – You Can (Not) Advance.
- Evangelion: 3.33 – You Can (Not) Redo.
- The Eccentric Family
- Fireworks: Alles eine Frage der Zeit
- Flüstern des Meeres – Ocean Waves
- Ghost in the Shell – Arise
- Ghost in the Shell 2 – Innocence
- Giovannis Insel
- Girls’ Last Tour
- Grimoire of Zero
- Guardian of the Spirit
- Human Lost
- In this Corner of the World
- Inuyashiki Last Hero
- Der Junge und das Biest
- Kikis kleiner Lieferservice
- Kokkoku: Moment für Moment
- Das Königreich der Katzen
- Die Legende der Prinzessin Kaguya
- Legend of the Galactic Heroes: Die Neue These
- Liz und der Blaue Vogel
- Das Mädchen mit dem Zauberhaar
- Made in Abyss
- Madoka Magica – Der Film: Rebellion
- Maquia – Eine unsterbliche Liebesgeschichte
- Mardock Scramble – The First Compression
- Mardock Scramble – The Second Combustion
- Mardock Scramble – The Third Exhaust
- Mein Nachbar Totoro
- Meine Nachbarn die Yamadas
- Millennium Actress
- Der Mohnblumenberg
- Naruto – The Movie – Geheimmission im Land des ewigen Schnees
- Nausicaä aus dem Tal der Winde
- Origin – Spirits of the Past
- The Perfect Insider
- Pokémon 6 – Jirachi: Wishmaker, Pokémon 7: Destiny Deoxys
- Pom Poko
- Ponyo – Das große Abenteuer am Meer
- Porco Rosso
- Pretty Cure
- Prinzessin Mononoke
- Puella Magi Madoka Magica
- Rainbow: Die Sieben von Zelle sechs
- Rock ’n’ Roll Kids
- Ronja Räubertochter
- Die rote Schildkröte
- Das Schloss im Himmel
- Stimme des Herzens – Whisper of the Heart
- Terror in Tokio
- The Sky Crawlers
- Tokyo Magnitude 8.0
- Tränen der Erinnerung – Only Yesterday
- Unterm Wolkenhimmel – Laughing Under the Clouds: Gaiden
- Violet Evergarden
- Die Walkinder – Children of the Whales
- Das wandelnde Schloss
- Weathering With You – Das Mädchen, das die Sonne berührte
- Welcome to the Space Show
- Wie der Wind sich hebt
- Your Name. – Gestern, heute und für immer